# Dragon Slayer (videogioco)
Dragon Slayer (ドラゴンスレイヤー?, Doragon Sureiyā) è un videogioco sviluppato nel 1984 da Nihon Falcom. Pubblicato per NEC PC-8801, NEC PC-9801, Sharp X1, FM-7, è il primo videogioco della serie Dragon Slayer. La conversione per MSX è stata effettuata nel 1985 da Square. Oltre ad essere disponibile una versione per Game Boy, il titolo è incluso nella compilation Falcom Classics per Sega Saturn, insieme al suo seguito, Xanadu.
Considerato uno dei primi videogioco del genere action RPG, ha influenzato numerosi titoli successivi inclusi The Legend of Zelda e Ys.